# أهل الرأي
أهل الرأي هم علماء الحنفية الذين استكثروا من القياس ومهروا فيه، فلذلك قيل أهل الرأي في مقابل أهل الحديث الذين كان كل اعتمادهم على النصوص الحديثية. ورائد أهل الرأي هو الإمام أبو حنيفة النعمان. قال ابن خلدون في مقدمته: «...وانقسم الفقه فيهم إلى طريقتين: طريقة أهل الرأي والقياس، وهم أهل العراق، وطريقة أهل الحديث، وهم أهل الحجاز. وكان الحديث قليلاً في أهل العراق كما قدمناه، فاستكثروا من القياس ومهروا فيه، فلذلك قيل أهل الرأي. ومقدم جماعتهم الذي استقر المذهب فيه وفي أصحابه أبو حنيفة، وإمام أهل الحجاز مالك بن أنس والشافعي من بعده... فأما أهل العراق فإمامهم الذي استقرت عنده مذاهبهم أبو حنيفة النعمان بن ثابت، ومقامه في الفقه لا يلحق، شهد له بذلك أهل جلدته وخصوصاً مالك والشافعي».
وقبل ظهور المصطلح، كان المعروفون "بأصحاب أرأيتَ" في القرن الأول الهجري في افتراضهم مسائل مقدرة واستنباط إجاباتٍ عليها، إلى جنب اعتنائهم بآراء الصحابة والتابعين الأوائل، قد شكلوا النواة الأولى لمن حملوا عنوان أصحاب الرأي لاحقاً، حيث كانت النظريات القائمة على آراء الصحابة والتابعين في تلك الفترة قد استحالت من قالب الرأي إلى هيئة أقوال مأثورة بعد نقلها إلى الأجيال اللاحقة التي كانت تنظر إليها باحترام كبير، لتلي بذلك مرتبة الحديث النبوي في محافل التقليديين.
قال عبد الحميد الإدريسي في نقد مقولة «أهل الرأي وأهل الحديث»:
| أهل الرأي | إن ما ينبغي الوقوف عنده -ابتداءً- هو أن الذين يذهبون إلى تقسيم الفقه الإسلامي إلى هاتين المدرستين، لا يتفقون على تحديد موحد لرجال كل واحدة منهما: فلئن كانوا يعتبرون أبا حنيفة زعيم أهل الرأي، فإنهم يختلفون في أهل الحديث من هم؟ فبعضهم يذهب إلى أن مالكاً بالمدينة هو زعيم أهل الحديث، وبعضهم يرى أنه أحمد بالعراق، ويختلفون في الشافعي، فمنهم من يعده من هؤلاء، ومنهم من يعده من أولئك، وكثير منهم يرى أنه جمع بين منهج المدرستين، كما هو مالك عند آخرين، يجمع بين الرأي والحديث، أو محمد بن الحسن تلميذ أبي حنيفة الذي ينظر إليه الكثير على أنه من أصحاب الحديث داخل أهل الرأي، أو سحنون زعيم أهل الرأي داخل مدرسة الحديث... | أهل الرأي |

## وصلات خارجية
- الأهرام اليومي: أبو حنيفة النعمان إمام أهل الرأي
- جريدة الحياة اللبنانية: مدرسة الرأي أصحاب أبي حنيفة. الجذور التاريخية والتسمية والعلاقة بأهل الحديث والمذاهب الأخرى 1[وصلة مكسورة]
- جريدة الحياة اللبنانية: مدرسة الرأي أو أصحاب أبي حنيفة. الجذور التاريخية والعلاقة بأهل الحديث والمذاهب الأخرى 2[وصلة مكسورة]